# Nationaal Park Risnjak
Nationaal park Risnjak (Kroatisch: Nacionalni park Risnjak) is een nationaal park in Kroatië. Het park werd opgericht in 1949, is 63,5 vierkante kilometer groot en ligt op 15 kilometer van de Adriatische Zee. Het park omvat het centrale deel van het Risnjak- en Snježnik-massief en de bron van de Kupa-rivier. Het landschap bestaat uit bossen (zilverspar, beuk) en bergen. In het park bloeien verschillende planten, waaronder edelweiss, tweebloemig viooltje, trossteenbreek, alpenkwastjesbloem, zilverkruid en gewone alpenroos. In het park leven verschillende diersoorten: lynx ('risnjak' in het Kroatisch), bruine beer, edelhert, ree, gems, everzwijn, steenmarter, boommarter, wezel, das, slaapmuizen. Meerdere vogelsoorten komen voor in het park, waaronder auerhoen, hazelhoen, havik, oehoes.